# SC Germania 1904 Breslau
SC Germania 1904 Breslau was een Duitse voetbalclub uit Breslau, dat tegenwoordig het Poolse Wrocław is.

## Geschiedenis
De club werd opgericht in 1904. De club sloot zich aan bij de Breslause voetbalbond en nam deel aan het kampioenschap van 1905 met nog drie clubs. De club werd voorlaatste. Hierna ging de bond op in de Zuidoost-Duitse voetbalbond, een van de overkoepelende bonden uit die tijd. In 1911 werd de club voor het eerst kampioen van Breslau en stootte door naar de eindronde van deze voetbalbond. De winnaar hiervan plaatste zich dan voor de eindronde om de Duitse landstitel. Na overwinningen op SC Germania Kattowitz en Deutscher SV Posen plaatste de club zich voor de finale en was op een zucht van de Duitse eindronde. Op 14 april 1911 verloor de club met 2-3 tegen FC Askania Forst. Germania protesteerde en er kwam een replay in Cottbus, die echter met duidelijke 0-3 cijfers verloren werd.
Ook in 1912 werd de club kampioen van Breslau en versloeg in de eindronde SC Diana Kattowitz en opnieuw DSV Posen. Tegenstander in de finale was deze keer ATV Liegnitz dat met 1-5 de wedstrijd won.
Na de Eerste Wereldoorlog nam de club niet meteen terug deel aan de competitie, maar maakte wel zijn rentree in 1920. De volgende jaren eindigde de club in de middenmoot en in 1924 degradeerde de club. Het volgende jaar werd de club slechts zevende in de tweede klasse. In 1928 werd de club kampioen en promoveerde weer. De club eindigde laatste en degradeerde meteen weer. Twee jaar later zakte de club zelfs naar de derde klasse. De club kon na één seizoen terugkeren en eindigde in 1933 op de tweede plaats in de B-Liga.
Hierna werd de competitie grondig hervormd. De Zuidoost-Duitse bond verdween en in de plaats kwam een nieuwe competitie, de Gauliga Schlesien, waarvoor zich vier teams uit Breslau plaatsten. De top twee van de tweede klasse mocht starten in de Bezirksliga Mittelschlesien, die nu de tweede klasse werd.
Om de concurrentie met de andere clubs aan te gaan fuseerde de club met SV Grüneiche 1924 en SpVgg Friesen 1927 Breslau tot SpVgg Germania 04 Breslau. De fusie resulteerde echter niet in onmiddellijk succes want de club kon de degradatie maar net vermijden. Na nog een plaats in de lagere middenmoot volgde een degradatie in 1936. In 1939 promoveerde de club en in 1940 namen ze weer de oude naam aan.
In 1941/42 trok de club zich uit de competitie terug. In 1944 vormden ze een KSG (speelverbond om oorlogsredenen) met SC Alemannia Breslau.
Na het einde van de Tweede Wereldoorlog moest Duitsland Silezië afstaan aan Polen. De Duitsers werden verdreven en de naam van Breslau werd veranderd in Wrocław. Alle Duitse voetbalclubs in de streek werden ontbonden.

## Erelijst
Kampioen Breslau
1911, 1912
Vicekampioen Zuidoost-Duitsland
1911, 1912